# Afgeleide gemeenschap
Een afgeleide gemeenschap is in de vegetatiekunde een onderscheiden plantengemeenschap (syntaxon) die nog niet of niet meer op associatieniveau benoemd kan worden maar wel tot een hogere syntaxonomische rang (verbond, orde of klasse).
Er zijn twee typen afgeleide gemeenschappen:
- rompgemeenschappen (afgeleide gemeenschappen gedomineerd door klasse-eigen soorten)
- derivaatgemeenschappen (afgeleide gemeenschappen gedomineerd door klassevreemde soorten)

## Herkomst van het begrip
Het concept 'afgeleide gemeenschap' ontstond in de jaren 70 van de 20e eeuw. Karel Kopecký en Slavomil Hejný (twee Tsjecho-Slowaakse vegetatiekundigen) introduceerden het concept binnen de door hen ontwikkelde deductieve methode, die zij ontwikkelde door de grote behoefte om ondanks het enorme Europese biodiversiteitsverlies ook floristisch verarmde gemeenschappen een plek in het syntaxonomische systeem te kunnen geven.